# Grisy-les-Plâtres
Grisy-les-Plâtres és un municipi francès, situat al departament de Val-d'Oise i a la regió d'Illa de França. L'any 2007 tenia 593 habitants.
Forma part del cantó de Pontoise, del districte de Pontoise i de la Comunitat de comunes Vexin centre.

## Demografia

### Població
El 2007 la població de fet de Grisy-les-Plâtres era de 593 persones. Hi havia 210 famílies, de les quals 40 eren unipersonals (28 homes vivint sols i 12 dones vivint soles), 57 parelles sense fills, 105 parelles amb fills i 8 famílies monoparentals amb fills.
La població ha evolucionat segons el següent gràfic:
Habitants censats

### Habitatges
El 2007 hi havia 238 habitatges, 216 eren l'habitatge principal de la família, 10 eren segones residències i 12 estaven desocupats. 219 eren cases i 16 eren apartaments. Dels 216 habitatges principals, 180 estaven ocupats pels seus propietaris, 29 estaven llogats i ocupats pels llogaters i 7 estaven cedits a títol gratuït; 6 tenien una cambra, 6 en tenien dues, 23 en tenien tres, 49 en tenien quatre i 131 en tenien cinc o més. 167 habitatges disposaven pel capbaix d'una plaça de pàrquing. A 72 habitatges hi havia un automòbil i a 129 n'hi havia dos o més.

### Piràmide de població
La piràmide de població per edats i sexe el 2009 era:
| Homes | Edats   | Dones |
| ----- | ------- | ----- |
| 0     | 95 o +  | 0     |
| 0     | 90 a 94 | 0     |
| 0     | 85 a 89 | 8     |
| 0     | 80 a 84 | 8     |
| 4     | 75 a 79 | 8     |
| 8     | 70 a 74 | 4     |
| 0     | 65 a 69 | 4     |
| 20    | 60 a 64 | 12    |
| 8     | 55 a 59 | 8     |
| 40    | 50 a 54 | 28    |
| 24    | 45 a 49 | 28    |
| 24    | 40 a 44 | 16    |
| 24    | 35 a 39 | 24    |
| 20    | 30 a 34 | 24    |
| 24    | 25 a 29 | 12    |
| 24    | 20 a 24 | 8     |
| 12    | 15 a 19 | 8     |
| 32    | 10 a 14 | 16    |
| 20    | 5 a 9   | 12    |
| 20    | 0 a 4   | 12    |

## Economia
El 2007 la població en edat de treballar era de 406 persones, 323 eren actives i 83 eren inactives. De les 323 persones actives 311 estaven ocupades (173 homes i 138 dones) i 12 estaven aturades (6 homes i 6 dones). De les 83 persones inactives 28 estaven jubilades, 34 estaven estudiant i 21 estaven classificades com a «altres inactius».

### Ingressos
El 2009 a Grisy-les-Plâtres hi havia 208 unitats fiscals que integraven 585 persones, la mediana anual d'ingressos fiscals per persona era de 27.567 €.

### Activitats econòmiques
Dels 36 establiments que hi havia el 2007, 1 era d'una empresa extractiva, 3 d'empreses alimentàries, 3 d'empreses de fabricació d'altres productes industrials, 10 d'empreses de construcció, 4 d'empreses de comerç i reparació d'automòbils, 2 d'empreses de transport, 3 d'empreses d'hostatgeria i restauració, 1 d'una empresa d'informació i comunicació, 5 d'empreses immobiliàries i 4 d'empreses de serveis.
Dels 15 establiments de servei als particulars que hi havia el 2009, 1 era una oficina de correu, 1 taller de reparació d'automòbils i de material agrícola, 2 paletes, 1 guixaire pintor, 3 fusteries, 2 lampisteries, 2 electricistes, 1 restaurant i 2 agències immobiliàries.
Els 2 establiments comercials que hi havia el 2009 eren fleques.
L'any 2000 a Grisy-les-Plâtres hi havia 3 explotacions agrícoles.

## Equipaments sanitaris i escolars
El 2009 hi havia una escola elemental.

## Poblacions més properes
El següent diagrama mostra les poblacions més properes.